# Рицинолеат меди(II)
Рицинолеат меди(II) — неорганическое соединение,
соль меди и рицинолевой кислоты
с формулой Cu(CH3(CH2)5CH(OH)CH2CH=CH(CH2)7COO)2,
воскообразное вещество,
не растворяется в воде.

## Получение
- Обменная реакция между сульфатом меди(II) и рицинолеатом натрия:

{\displaystyle {\mathsf {CuSO_{4}+2C_{17}H_{32}(OH)COONa\ {\xrightarrow {}}\ Cu(C_{17}H_{32}(OH)COO)_{2}+Na_{2}SO_{4}}}}

## Физические свойства
Рицинолеат меди(II) образует воскообразное вещество.
Не растворяется в воде, плохо растворяется в органических растворителях.

## Применение
- В производстве необрастающих лакокрасочных материалов.
- Антисептик для канатов, древесины, ткани.